# Edmond Tschaggeny

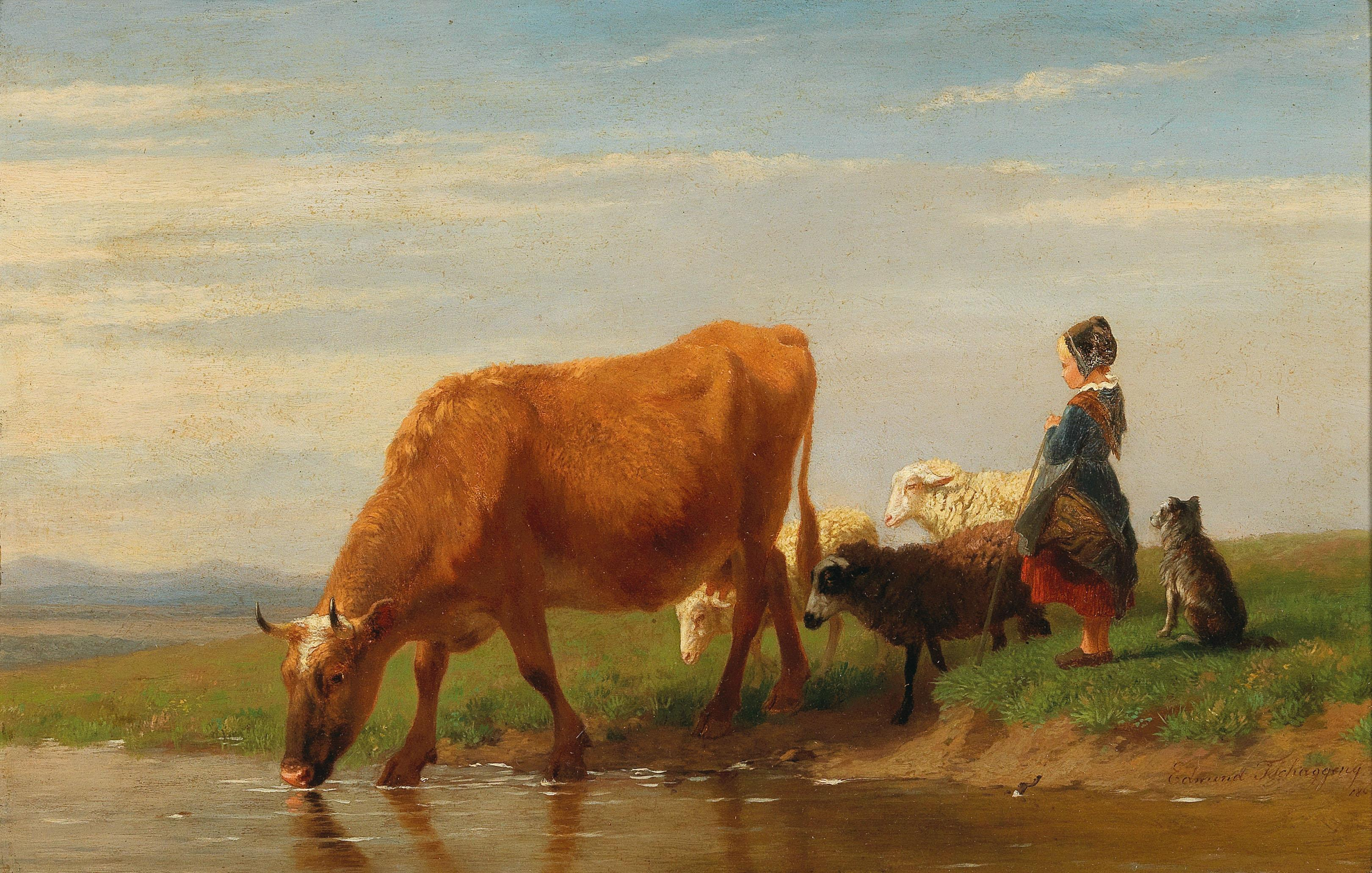

Edmond Tschaggeny (Brussel, 27 februari 1818 – aldaar, 5 september 1873) was een Belgisch landschap- en dierenschilder, aquarellist en etser uit de 19e eeuw. Zijn oeuvre sluit aan bij de romantiek.

## Biografie
Tschaggeny werd geboren als zoon van Frédéric Guilaume uit Neuchâtel (Zwitserland) en van Céline, Baronne de Charvet, afkomstig uit Lotharingen. Zijn broer Charles Tschaggeny werd eveneens kunstschilder.
In de periode 1834–1835 was Tschaggeny samen met zijn oudere broer Charles leerling van Eugène Verboeckhoven (1799–1881), dierenschilder te Brussel. Edmond Tschaggeny was daarna in de periode 1837–1838 kortstondig leerling aan de Brusselse Kunstacademie.
In de jaren 1846–1848 verbleef Tschaggeny af en toe in de Kempen: Genk, Kelchterhoef, Gelieren. Ook tussen 1854 en 1859 kwam hij er frequent per postkoets, gefascineerd door de schoonheid van de natuur en de verlatenheid van de heidegronden. Dit maakt hem, samen met Théodore Fourmois, Edouard Huberti, Alfred De Knyff, Edmond De Schampheleer, François Roffiaen en François Lamorinière, tot een van de vroegste schilders die de picturale landschappelijke potentie van de Kempen hebben ontdekt, wat later te boek zal staan als de zogenaamde Genkse School.
Tekeningen verraden zijn aanwezigheid in Durbuy (oktober 1849), Wezet, Dinant en Flaminirache (alles in september 1850), andere tekeningen getuigen van een reis die hij in september–oktober 1860 maakte naar de Rijnvallei, Wiesbaden, het Siebengebirge, Biebrich… En verder onder meer: Diksmuide (oktober 1862), Vielsalm (juli en september 1863), Tongeren (mei 1864), Trier, Saarburg, Aubange en Longwy (september 1864), Heist (augustus 1868),
In zijn laatste levensjaren werd hij ziek. Hij bracht hij de wintermaanden door in Algerije, in de hoop daar herstel voor zijn gezondheid te vinden. Hij bleef er tekenen en aquarelleren. De zo ontstane oriëntalistische werkjes dienden als voorstudies voor belangrijke schilderijen Rust nabij een oase in de Sahara (1867) en Kudde geleid door Arabieren op kamelen (destijds verz. Donner).
Tschaggeny bleef ongehuwd. Hij bleef wonen in Brussel, in de Koolstraat 27bis en overleed, eveneens in zijn geboorteplaats, op 5 september 1873 ten gevolge van een bloedvergiftiging. Deze liep hij op door zijn vele dissecties van dieren en zijn anatomische research.

## Oeuvre en stijl
Aanvankelijk schilderde Tschaggeny helemaal in de trant en met het kleurengamma van zijn leermeester: zoete, bevallige, idyllische taferelen met vee of met paarden, vergezeld van personen, dit alles geplaatst in een eerder romantiserend landschap. Vooral zijn schilderij De pasgeborenen kende succes en werd verspreid via reproductiegrafiek. Maar in zijn tijd werd de landbouw langzamerhand geïndustrialiseerd en zijn schilderijen waren derhalve een romantische voorstelling van een sfeer die reeds in het verleden lag.
Graag stelde Tschaggeny zijn koeien of schapen voor in het gezelschap van piepjonge herderinnetjes, wat uiteraard op het sentiment van het burgerpubliek inspeelde.
In Tschaggenys productie bevinden zich ook enkele dierenschilderingen waarin een historiserend element verweven zit: Verplichte belasting; episode uit de Nederlanden, anno 1568 (Salon 1846, Antwerpen) of De schilder Paulus Potter in gesprek met een herderin die schapen hoedt (Brussel, Kon. Verzameling 1849). Verder schilderde hij taferelen als: Landschap in Limburg met drie ossen in een weide (Tentoonstelling van Levende Meesters 1841, Den Haag); Het bijeenroepen van het vee bij avond (Tentoonstelling van Levende Meesters 1847, Den Haag); Dieren bij een rivier (Salon 1852, Antwerpen); Een herderin en schapen de schaduw van een muur zoekende (Tentoonstelling van Levende Meesters 1859, Den Haag), De jonggeborene, Jong meisje en schapen, rustende in de lommer en Beesten die zich drenken (Tentoonstelling van Levende Meesters 1863, Den Haag). In het genre van de zuivere dierenvoorstelling verenigde hij de expressieve kracht van Paulus Potter met het hoogstaande schildertechnische vakmanschap van zijn leermeester.
Tschaggeny was een veelgevraagd portrettist van raspaarden. Hij won eremedailles in Den Haag (1859) en Parijs (1867).  Hij stelde tentoon in Den Haag en in Londen aan de Royal Academy en de British Institute (van 1847 tot 1850).
Vele schilderijen van Tschaggeny waren bestemd voor uitvoer naar Amerika, waar ze bij verzamelaars in trek waren.

## Aquarellist
Ook het aquarel was belangrijk voor Tschaggeny: Op 11 juni 1856 werd te Brussel de "Société Royale Belge des Aquarellistes" gesticht onder het voorzitterschap van Jean-Baptiste Madou. Tschaggeny werd stichtend lid. Andere leden-stichters waren Charles Billoin, François Bossuet, François Charette, Paul-Jean-Clays, Jean-Jacques Eeckhout, Victor Eeckhout, Théodore Fourmois, Alexandre Francia, Paul Lauters, Henri Le Hon, Willem Roelofs, Gustave Simonau, Edwin Toovey en Felix Stappaerts. Het was een vereniging die in de geest van de Britse "Watercolour Society" (gesticht 1804) wilde werken.
Ze hielden jaarlijkse tentoonstellingen die nogal wat van locatie verhuisden: Hotel d’Assche (Paleizenplein), Hotel Arconati-Visconti (Koningsplein), Hertogenpaleis (nu Paleis der Academiën), vanaf 1880 het nieuwe Paleis voor Schone Kunsten (nu K.M.S.K. van België; Regentschapstraat) en vanaf 1890 in het Museum voor Moderne Kunst (Museumplein). Madou werd als voorzitter opgevolgd door Joseph Schubert (1876–1879), Charles Ligny (1879–1890), Albert Devriendt (1890–1900), Henry Stacquet (1901–1907) en Henri Cassiers (1907–1938).

## Anatomie van rund en paard
Met het oog op een publicatie over de anatomie van het rund verrichtte Tschaggeny veel dissectiewerk en research in de Brusselse Veeartsenijschool. Het resultaat was een boekwerk dat 98 getekende prenten en aquarellen bevat, getekend in opdracht van T.-A. Thiernesse, professor aan de rijksveeartsenijschool van Cureghem. Deze prenten zijn van wetenschappelijke waarde. Zij werden vertoond op de wereldtentoonstelling van 1867 in Parijs en in 1869 te Brussel op de tentoonstelling in het Paleis van Schone Kunsten. Deze prenten werden op gelijke hoogte gesteld met de anatomietekeningen van Vesalius. Het werd pas in 1921 door de goede zorgen van zijn neef, de kunstschilder Frédéric Pierre Tschaggeny, postuum uitgegeven onder de titel Atlas d'anatomie de la race bovine. Het getekende origineel werd door diezelfde neef aan de Katholieke Universiteit Leuven geschonken.
Tschaggeny werkte nog aan een tweede studie, ditmaal over het paard. Ook daarvoor maakte hij talrijke tekeningen. Het werd onder de titel Étude pratique de l'âge du cheval postuum gepubliceerd, voorzien van een tekst van prof. J.L. Frateur van de Leuvense universiteit. Originelen werden eigendom van de Leuvense universiteit.

## Trivia
Tschaggeny was Ridder in de Leopoldsorde (1854).

## Musea
- Brussel, Koninklijke Musea voor Schone Kunsten van België
- Leipzig
- Rijsel
- Melbourne
- Neuchâtel
- Victoria, National Gallery
- Leuven, Katholieke Universiteit Leuven, Faculteit der Landbouwwetenschappen
- Ottignies, Université Catholique de Louvain, Faculté d’Agricole
- Londen, Royal Collection: "L'Empirique"[2]

- Bibliothèque nationale de France: cb14938414m (data)
- International Standard Name Identifier: 0000 0000 6813 0304
- National Gallery of Victoria: 1283
- RKD-Nederlands Instituut voor Kunstgeschiedenis: 78350
- Union List of Artist Names: 500044550
- Virtual International Authority File: 95973560